# Damian Lewis
Damian Watcyn Lewis, CBE (* 11. února 1971, Londýn) je britský herec a producent. Mezi jeho významné role patří ztvárnění postavy seržanta Nicholase Brodyho v americkém televizním seriálu Ve jménu vlasti, za něž byl mimo jiné oceněn cenou Primetime Emmy a Zlatý glóbus. Mez jeho další role patří také ztvrárnění Bobbyho Axelroda v seriálu Miliardy (2016–2023). V roce 2019 si zahrál ve filmu Tenkrát v Hollywoodu.

## Filmografie

### Filmy
| Rok  | Název                | Role                                |
| ---- | -------------------- | ----------------------------------- |
| 1997 | Robinson Crusoe      | Patrick                             |
| 2003 | Pavučina snů         | Gary „Jonesy“ Jones                 |
| 2004 | Keane                | William Keane                       |
| 2004 | Nevěsty              | Norman Harris                       |
| 2005 | Chromofobie          | Marcus Aylesbury                    |
| 2005 | Žít po svém          | Gary Winston                        |
| 2006 | The Situation        | Dan Murphy                          |
| 2006 | Stormbreaker         | Yasha „Yassen“ Gregorovich          |
| 2008 | Pekař                | Milo Shakespeare                    |
| 2008 | The Escapist         | Rizza                               |
| 2011 | Princ a pruďas       | Boremont                            |
| 2011 | Will                 | Gareth                              |
| 2012 | Inspektor Regan      | detektiv šéfinspektor Frank Haskins |
| 2013 | Romeo & Juliet       | lord Capulet                        |
| 2015 | Královna pouště      | podplukovník Charles Doughty-Wylie  |
| 2015 | Bill                 | Sir Richard Hawkins                 |
| 2016 | Zrádce mezi námi     | Hector                              |
| 2019 | Run This Town        | Rob                                 |
| 2019 | Tenkrát v Hollywoodu | Steve McQueen                       |
| 2020 | Dream Horse          | Howard Davies                       |

### Televizní seriály
| Rok       | Název                                  | Role                            | Poznámky                      |
| --------- | -------------------------------------- | ------------------------------- | ----------------------------- |
| 1993      | Micky Love                             | Clive                           | TV film                       |
| 1995      | Hercule Poirot: Případ v ulici Hickory | Leonard Bateson                 | díl: „Případ v ulici Hickory“ |
| 1996      | A Touch of Frost                       | Adam Weston                     | díl: „Deep Waters“            |
| 1999      | Válečníci                              | poručík Neil Loughrey           | TV film                       |
| 2000      | Life Force                             | Kurt Glemser                    | 2 díly                        |
| 2000      | Hearts and Bones                       | Mark Rose                       | 8 dílů                        |
| 2001      | Bratrstvo neohrožených                 | major Richard Winters           | 10 dílů                       |
| 2002      | Sága rodu Forsytů                      | Soames Forsyte                  | 10 dílů                       |
| 2002      | Jeffrey Archer: The Truth              | Jeffrey Archer                  | TV film                       |
| 2003      | Sága rodu Forsytů                      | Soames Forsyte                  | TV film                       |
| 2005      | Útěk z Colditzu                        | kaplan/poručík Nicholas McGrade | 2 díly                        |
| 2005      | Friends and Crocodiles                 | Paul                            | TV film                       |
| 2005      | Mnoho povyku pro nic                   | Benedick                        | TV film                       |
| 2006–     | Have I Got News for You                | sám sebe                        | 6 dílů                        |
| 2007–2009 | Na doživotí                            | Charlie Crews                   | 32 dílů                       |
| 2011      | Stolen                                 | D.I. Anthony Carter             | TV film                       |
| 2011–2014 | Ve jménu vlasti                        | Nicholas Brody                  | 31 dílů                       |
| 2015      | Wolf Hall                              | Jindřich VIII. Tudor            | 6 dílů                        |
| 2016–2023 | Miliardy                               | Bobby Axelrod                   | hlavní role                   |

## Ocenění
V roce 2014 byl jmenován důstojníkem Řádu britského impéria (OBE) za zásluhy v oblasti dramatu.
V roce 2022 byl jmenován komandérem Řádu britského impéria (CBE) za zásluhy v oblasti dramatu a charitě poté, co spolu se svou manželkou, herečkou Helen McCroryová, zahájil kampaň Feed NHS, jejímž cílem bylo vybrat 1 milion liber na stravu pro pracovníky NHS během pandemie koronaviru.